# Kleines Schloss in Nowy Duninów
Das Kleine Schloss in Nowy Duninów liegt in der Ortschaft Nowy Duninów im Landkreis Płock und der Woiwodschaft Masowien. Es wurde in den Jahren 1835 bis 1840 vermutlich als Jagdschloss im neogotischen Stil gebaut. Das Gebäude wurde nicht wie ursprünglich geplant fertiggestellt. Es hat einen unregelmäßigen Grundriss und besteht aus einem unterkellerten dreistöckigen Ziegelstein-Gebäude sowie einem angeschlossenen vierstöckigen Turm an der Ostseite. 
Früher war das Schlösschen von heute ausgetrockneten Teichen umgeben und ist Bestandteil einer größeren Parkanlage, die zu einem heute zunehmend verfallenden größeren Schloss im Neo-Renaissance-Stil aus den 1860er Jahren gehört. Das Gebäude hat verschiedene Funktionen erfüllt; unter anderem wurde es als evangelisch-lutherische Kapelle genutzt. Nach dem Zweiten Weltkrieg entstand hier unter der staatlichen PTTK ein Kino („Gosia“) und kleines Hotel. Später waren eine Agrarmaschinenfabrik aus Płock sowie die Gemeindeverwaltung Eigentümer. Heute gehört es einem Privatmann. Seit 1959 steht das Gebäude unter Denkmalschutz. Im Sommer 2010 wurde es mit Hilfe öffentlicher Mittel saniert.